# THE IDOLM@STER DREAM SYMPHONY
「THE IDOLM@STER DREAM SYMPHONY」（アイドルマスター ドリーム シンフォニー）は、2009年9月9日から日本コロムビアよりリリースされているニンテンドーDS専用ゲーム『THE IDOLM@STER Dearly Stars』のサウンドトラックCDシリーズ。

## 概要
『THE IDOLM@STER Dearly Stars』の新曲のロングバージョンと各キャラクターのソロ新曲などが収録されている。
それぞれ、初回生産特典として、「ヴァイスシュヴァルツ」プロモーションカードが1枚封入されていた。01〜03に収録されているボーナストラックはドラマパートとなっており、このパートのみ876プロアイドル総出演の形になる。また、01〜03のジャケットイラストは、左から01、03、02と並べると1枚の絵になる、という仕掛けがある。

## 00  “HELLO!!”
収録曲
1. "HELLO!!"（M@STER VERSION）
歌：日高愛（戸松遥）・水谷絵理（花澤香菜）・秋月涼（三瓶由布子）
作詞：yura、作曲・編曲：神前暁
2. ハッピース
歌：日高愛（戸松遥）・水谷絵理（花澤香菜）・秋月涼（三瓶由布子）
作詞：yura、作曲：cota、編曲：梅堀淳
3. "HELLO!!"（M@STER VERSION）〈オリジナル・カラオケ〉
作詞：yura、作曲・編曲：神前暁
4. ハッピース〈オリジナル・カラオケ〉
作詞：yura、作曲：cota、編曲：梅堀淳

## 01 水谷絵理
収録曲
1. プリコグ（M@STER VERSION）
歌：水谷絵理（花澤香菜）
作詞：遠藤フビト、作曲・編曲：NBGI（内田哲也）
2. クロスワード
歌：水谷絵理（花澤香菜）
作詞：瀬良羽美、作曲：Funta7
3. 魔法をかけて!（M@STER VERSION）
歌：水谷絵理（花澤香菜）
作詞・作曲・編曲：NBGI（神前暁）
4. 思い出をありがとう（M@STER VERSION）
歌：水谷絵理（花澤香菜）
作詞：中村恵、作曲・編曲：NBGI（佐々木宏人）
5. "HELLO!!"（M@STER VERSION）
歌：水谷絵理（花澤香菜）
作詞：yura、作曲・編曲：神前暁
6. プリコグ（M@STER VERSION）〈オリジナル・カラオケ〉
作詞：遠藤フビト、作曲・編曲：NBGI (内田哲也)
7. クロスワード〈オリジナル・カラオケ〉
作詞：瀬良羽美、作曲：Funta7
8. ボーナストラック・ドラマ

## 02 秋月涼
収録曲
1. Dazzling World（M@STER VERSION）
歌：秋月涼（三瓶由布子）
作詞・作曲・編曲：NBGI（渡辺量）
2. ヒミツの珊瑚礁
歌：秋月涼（三瓶由布子）
作詞：遠藤フビト、作曲・編曲：松井俊介、編曲：藤澤健至
3. エージェント夜を往く（M@STER VERSION）
歌：秋月涼（三瓶由布子）
作詞・作曲・編曲：NBGI（LindaAI-CUE）
4. shiny smile（M@STER VERSION）
歌：秋月涼（三瓶由布子）
作詞：朝日祭、作曲・編曲 ：NBGI（Yoshi）
5. "HELLO!!"（M@STER VERSION）
歌：秋月涼（三瓶由布子）
作詞：yura、作曲・編曲：神前暁
6. Dazzling World（M@STER VERSION）〈オリジナル・カラオケ〉
作詞・作曲・編曲：NBGI（渡辺量）
7. ヒミツの珊瑚礁〈オリジナル・カラオケ〉
作詞：遠藤フビト、作曲・編曲：松井俊介、編曲：藤澤健至
8. ボーナストラック・ドラマ

## 03 日高愛
収録曲
1. "HELLO!!"（M@STER VERSION）
歌：日高愛（戸松遥）
作詞：yura、作曲・編曲：神前暁
2. はなまる
歌：日高愛（戸松遥）
作詞：yura、作曲・編曲：cota、編曲：梅堀淳
3. 私はアイドル♡（M@STER VERSION）
歌：日高愛（戸松遥）
作詞：中村恵、作曲・編曲：NBGI（佐々木宏人）
4. GO MY WAY!!（M@STER VERSION）
歌：日高愛（戸松遥）
作詞：yura、作曲・編曲：NBGI（神前暁）
5. ALIVE（M@STER VERSION）
歌：日高愛（戸松遥）
作詞：NBGI（mft）、作曲・編曲：NBGI（椎名豪）
6. ALIVE（M@STER VERSION）〈オリジナル・カラオケ〉
作詞：NBGI（mft）、作曲・編曲：NBGI（椎名豪）
7. はなまる〈オリジナル・カラオケ〉
作詞：yura、作曲・編曲：cota、編曲：梅堀淳
8. ボーナストラック・ドラマ